# 米德兰 (南达科他州)
米德兰（英語：Midland），是美国南达科他州下属的一座城市。根据2010年美国人口普查，该市有人口128人。论人口在本州排行第215。